# Бах, Кэтрин
Кэтрин Бах (англ. Catherine Bach), урождённая — Ба́хман (англ. Bachman; род. 1 марта 1954, Уоррен, Огайо, США) — американская актриса, известная благодаря сериалу «Придурки из Хаззарда».

## Ранние годы
Кэтрин Бахман родилась 1 марта 1954 года в Кливленде (штат Огайо, США). Её отец, Бернард Бахман, был немцем, а мать, Норма Кучера, — мексиканкой. У неё есть брат — Филипп Бахман.

## Карьера
Дебют в кино — роль Натали в фильме «Полуночный мужчина». Всего за свою карьеру она сыграла около 30-ти ролей в фильмах и сериалах.

## Личная жизнь
Кэтрин была дважды замужем, имеет двоих детей.
- Первый супруг — Дэвид Шоу (г.р. 1944), продюсер. Были женаты в 1976—1981 года.
- Второй супруг — Питер Лопес (1950—2010), адвокат. Были женаты в 1990—2010 года, этот брак Кэтрин окончился в результате смерти её супруга — 30 апреля 2010 года 60-летний Лопес совершил самоубийство. В этом браке актриса родила своих двоих дочерей — Софию Изабеллу Лопес (г.р. 1996) и Лору Эсмеральду Лопес (г.р. 1998).

## Фильмография
| Год  |   | Русское название       | Оригинальное название     | Роль           |
| ---- | - | ---------------------- | ------------------------- | -------------- |
| 1974 | ф | Полуночный мужчина     | Midnight Man, The         | Натали         |
| 1974 | ф | Громобой и Быстроножка | Thunderbolt and Lightfoot | Мелоди         |
| 1992 | ф | Честь и ярость         | Rage and Honor            | капитан Мардок |
| 2010 | ф | Снова ты               | You Again                 | Дейзи          |